# 로테이터캠
카메라를 보호하는 커버 글라스의 회전과 소형 와이퍼를 결합해 외부 오염을 제거하는 기술이다.

## 상세
현대자동차, 기아가 개발하고 있는 센서 클리닝 기술 중 하나로 2023년 9월 6일에 공개됐다.
커버 글라스를 회전시키기 위한 전동모터와 커버 글라스 하단부에 있는 워셔액 공급장치, 고정형 와이퍼 블레이드 등으로 구성되며 센서의 시야를 가리지 않으면서 먼지, 진흙, 물방울 등 이물질을 효과적으로 제거할 수 있다.
이미지 분석 인공지능(AI)이 오염을 감지하면 레인센서의 우천 감지 기능으로 강우 여부를 확인하고 비가 오지 않을 시 워셔액 공급장치 작동 및 커버 글라스 회전을 통해 오염 물질을 제거한다. 우천 상황에서는 워셔액 분사 과정을 생략해 물방울이 번지는 현상을 최소화한다.

## 같이 보기
현대자동차그룹
현대자동차
기아